# 三河镇 (绥化市)
三河镇，是中华人民共和国黑龙江省绥化市北林区下辖的一个乡镇级行政单位。

## 行政区划
三河镇下辖以下地区：
刘家村、沟刘村、财富村、太安村、永德村和合作村。